# Birdwell Point
Birdwell Point är en udde i Antarktis. Den ligger i Västantarktis. Inget land gör anspråk på området.
Terrängen inåt land är lite kuperad. Havet är nära Birdwell Point åt nordväst. Trakten är obefolkad. Det finns inga samhällen i närheten.